# Al Akhdar Al Bayda
Al Akhdar Al Bayda is een Libische voetbalclub uit Al Bayda die speelt in de Premier League, de Libische eerste klasse. De club werd in 1958 opgericht.

## Palmares
- Beker van Libië
  - Finalist: 1976, 2005, 2007

Al Ahly Benghazi · Al Ahly Tripoli · Al Akhdar Derna · Al Ittihad Tripoli · Al Jazeera Tripoli · Al Madina Tripoli · Al Nasr Benghazi · Al Olympic Zaouia · Al Shat Tripoli · Al Soukour · Al Tahaddy Benghazi · Al Wahda Tripoli · Khaleej Syrte · Ngom Egdabya